# Illinois Waterway

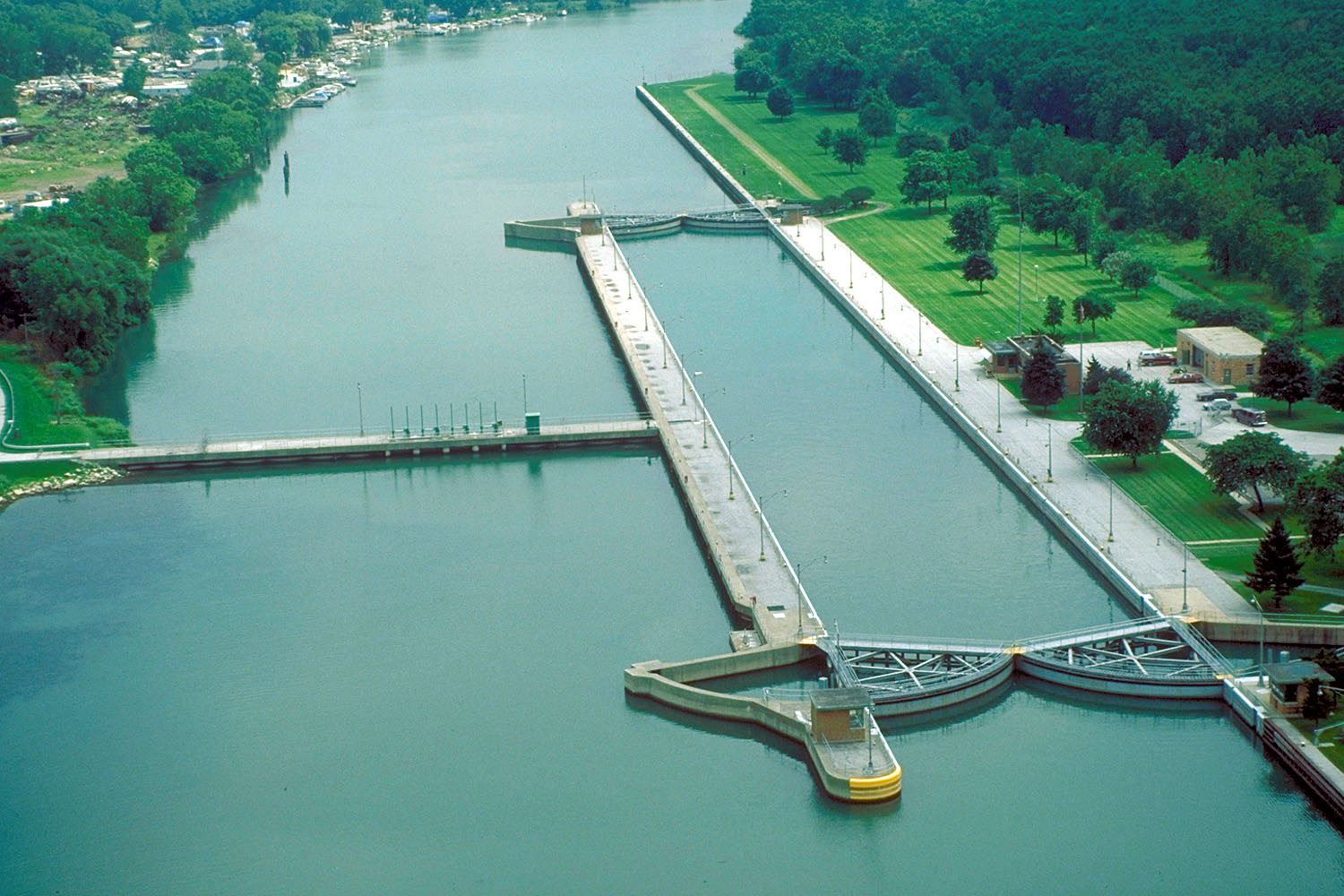
Barrage et écluse T.J. O’Brien

L'Illinois Waterway (en français : « voie navigable de l'Illinois ») est un système de voies d'eau navigables qui va de l'embouchure de la rivière Chicago à la confluence de l'Illinois et du Mississippi. Il emprunte une série de cours d'eau, de lacs et de canaux entre Chicago et Grafton (Illinois). Il permet la liaison entre les Grands Lacs et le Golfe du Mexique via le fleuve Mississippi. L'une des pièces majeures de cet axe est le canal Illinois et Michigan qui entra en fonction en 1849.

## Écluses et barrages
| Nom de l'écluse ou du barrage | Ville       | Distance au Mississippi km | Altitude | Coordonnées géographiques          |
| ----------------------------- | ----------- | -------------------------- | -------- | ---------------------------------- |
| T.J. O’Brien L&D              | Burnham     | 522                        | 176 m    | 41° 39′ 07,45″ N, 87° 34′ 01,24″ O |
| Lockport L&D                  | Lockport    | 467                        | 176 m    | 41° 34′ 08,61″ N, 88° 04′ 39,29″ O |
| Brandon Road L&D              | Joliet      | 458                        | 164 m    | 41° 30′ 12,12″ N, 88° 06′ 11,04″ O |
| Dresden Island L&D            | Morris      | 434                        | 154 m    | 41° 23′ 52,66″ N, 88° 16′ 56,42″ O |
| Marseille L&D                 | Marseilles  | 392                        | 147 m    | 41° 19′ 39,77″ N, 88° 45′ 04,5″ O  |
| Starved Rock L&D              | North Utica | 370                        | 140 m    | 41° 19′ 27,93″ N, 88° 59′ 10,82″ O |
| Peoria L&D                    | Peoria      | 251                        | 134 m    | 40° 37′ 54,84″ N, 89° 37′ 29,52″ O |
| La Grange L&D                 | Beardstown  | 128                        | 131 m    | 39° 56′ 21,21″ N, 90° 32′ 00,69″ O |